# Никейское христианство

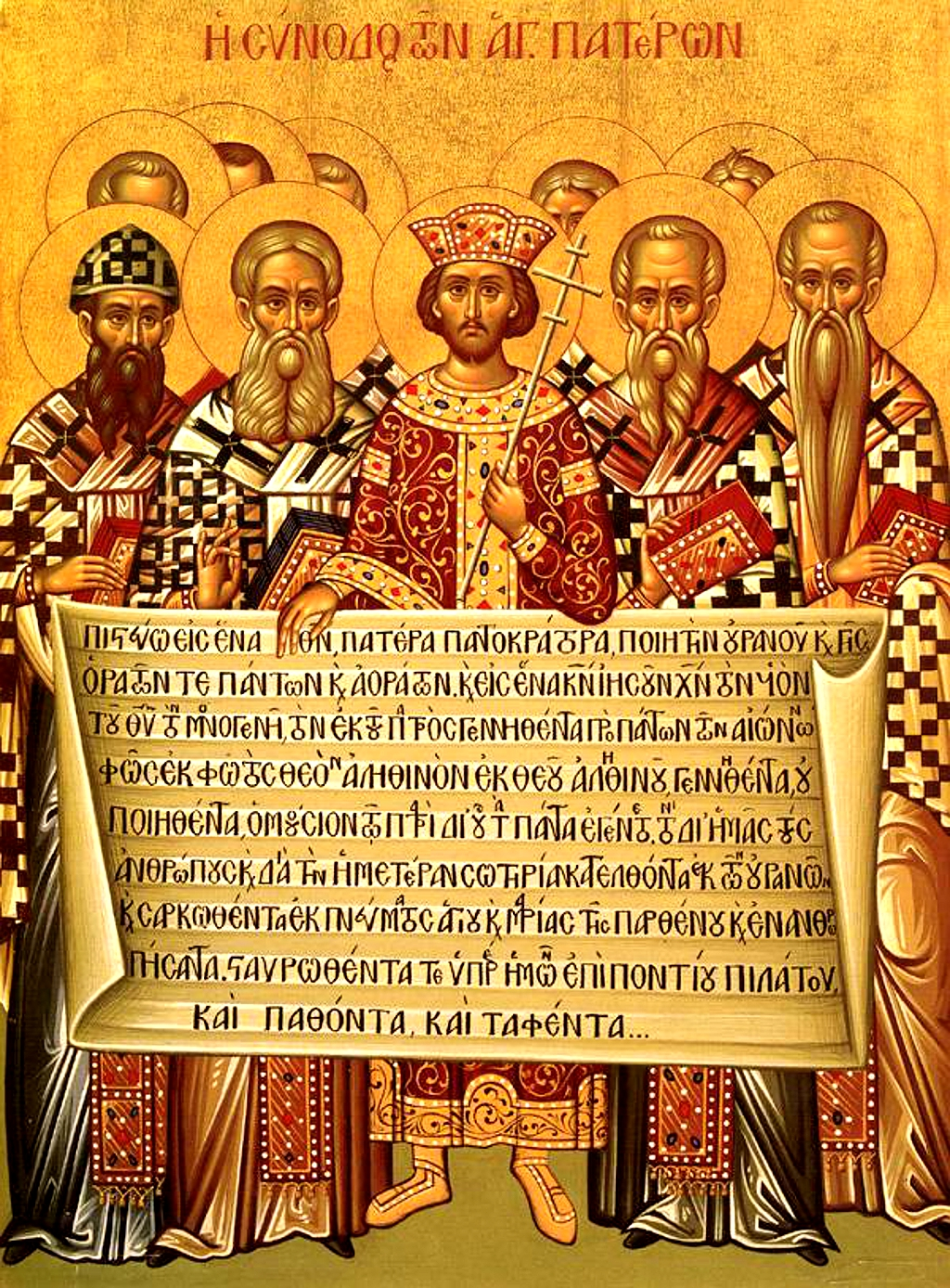
Икона с изображением императора Константина (в центре) и Отцов Церкви Первого Никейского собора 325 года, держащих Никейский символ веры.

Нике́йское христиа́нство — религиоведческий термин, означающий совокупность христианских вероучительных традиций, не противоречащих Никейскому Символу веры, сформулированным на Первом Никейском соборе в 325 году и исправленный на Первом Константинопольском соборе в 381 году. Никейское христианство можно приравнять к господствующей версии христианства.
Главными соперниками сторонников Никейского собора были ариане. Само арианство постепенно сходило с исторической арены и исчезло в VII веке, когда готские царства признали никео-цареградский символ веры. Основные точки несогласия были в области христологии. Никейское христианство рассматривало Христа как Бога-Сына, со-вечного с Богом Отцом, в то время как арианское христианство рассматривало Христа как первое сотворённое существо, которое ниже Бога Отца. Другие не Никейские течения считались ересями с Раннего Средневековья.
Современные господствующие христианские церкви, включая все католические, православные, ориентальные, ассирийские, лютеранские и англиканские церкви, а также большинство протестантских деноминаций придерживаются Никейского символа веры и таким образом принадлежат к никейскому христианству.
Халкидонское христианство составляет большую часть никейского христианства. В дополнение к подписанию Никейского символа веры, Халкидонские христиане также подписываются под решениями первого Эфесского собора в 431 году и Халкидонского Собора в 451 году. Подавляющее большинство Никейских христиан также являются Халкидонскими христианами. Однако некоторые части восточного христианства, такие как Древневосточные православные церкви и Доэфесские церкви, придерживаются Никейского символа веры, но не Халкидонского определения и поэтому являются частью Никейского христианства, но не Халкидонского. Церковь Востока также отвергла итоги Эфесского собора 431 года.
К числу современных религиозных групп, не относящихся к никейскому христианству, принадлежат различные протестантские или не протестантские нетринитарные конфессии — большая часть мормонов (за исключением никейской мормонской группы The Community of Christ), унитарная Церковь Трансильвании и пятидесятники-единственники и др. 